# فالتر فون براوخيتش
هاينريش ألفريد هيرمان فون والتر (بالألمانية: Walther von Brauchitsch) (أكتوبر 1881-18 أكتوبر 1948) كان المشير الألماني وقائد الجيش في السنوات الأولى من الحرب العالمية الثانية.
في عام 1933، جاء أدولف هتلر والحزب النازي إلى السلطة وبدأ في توسيع الجيش. كان رئيس منطقة الشرق العسكري البروسي. وكان تخصصه المدفعية. في عام 1937، أصبح قائدا للجيش في مجموعة الرابعة.
في عام 1938 أصبح قائداً عاماً للجيش الألماني، وظل في هذا المنصب حتى عام 1941، وتحت قيادته نجح الجيش الألماني في احتلال بولندا (1939)، وفرنسا (1940)، ودول البلقان (1941). واستمر قائداً للجيش عند غزو الاتحاد السوفيتي خلال المرحلة الأولى من عملية بارباروسا، لكن تعثر الجيش الألماني بعد ذلك أدّي إلى ظهور خلافات مع هتلر أدّت إلى إقالته، وتولى هتلر منصب قائد الجيش بعده، ليحتفظ هتلر بهذا المنصب طوال فترة الحرب.

## روابط خارجية
- فالتر فون براوخيتش على موقع الموسوعة البريطانية (الإنجليزية)
- فالتر فون براوخيتش على موقع مونزينجر (الألمانية)
- فالتر فون براوخيتش على موقع إن إن دي بي (الإنجليزية)